# Embelia
Embelia es un género de  arbustos de la familia Primulaceae, subfamilia Myrsinoideae. Comprende 231 especies descritas y de estas, solo 133 aceptadas.

## Descripción
Son arbustos o árboles bajos, con tallos de 2-3 cm de ancho en la base, a menudo escandentes con hojas sencillas y simples o compuestas, en racimos axilares o terminales. Flores pequeñas, de color blanquecino, 1-2-sexual. Cáliz  persistente. Corola  con lóbulos usualmente fusionados en la base, erectos o retorcidos, elípticos, generalmente imbricados. Estambres 4-5, a veces ausente o reducidos; filamentos cortos, adnatas a base de la corola, anteras ovadas-oblongas. Ovario ovoide o globoso. Fruto globoso, una baya pequeña.

## Taxonomía
El género fue descrito por Nicolaas Laurens Burman y publicado en Flora Indica . . . nec non Prodromus Florae Capensis 62, pl. 23. 1768. La especie tipo es: Badula barthesia (Lam.) A. DC.

## Especies seleccionadas
- Embelia angustifolia (A. DC.) A. DC.
- Embelia australiana (F.Muell.) F.M.Bailey[4] - native to New South Wales and Queensland in Australia
- Embelia basaal (Roem. & Schult.) A. DC.[5]
- Embelia caulialata S.T.Reynolds[4]
- Embelia curvinervia S.T.Reynolds[4]
- Embelia demissa Cordem.
- Embelia disticha Fletcher[6]
- Embelia floribunda Wall.[5]
- Embelia grandifolia Fletcher[6]
- Embelia grayi S.T.Reynolds[4]
- Embelia laeta (L.) Mez.[6]
- Embelia longifolia (Benth.) Hemsl.[6]
- Embelia macrocarpa King & Gamble[6]
- Embelia oblongifolia Hemsl.[6]
- Embelia pulchella Mez.[6]
- Embelia ribes Burm. f. - False Black Pepper, White-flowered Embelia[6]
- Embelia schimperi Vatke[5]
- Embelia sessiliflora Kurz.[6]
- Embelia tsjeriam-cottam (Roem. & Schult.) A. DC.[5]
- Lista completa de especies